# Tinantia
Genre
Classification APG III (2009)
Les Tinantia sont des plantes monocotylédones de la famille des Commelinacées. C'est un genre regroupant des plantes herbacées venant d'Amérique.

## Description
Les espèces du genre Tinantia sont des plantes annuelles, dressées, aux feuilles engainantes.
Les inflorescences, terminales, sont des cymes unipares uniques ou en grappe double.
Les fleurs, pédicellées, ont trois sépales libres elliptiques, de couleur verte et persistant sur le fruit, trois pétales libres, elliptiques, de couleur bleue, pourpre ou rouge, six étamines libres, dont trois plus longues aux anthères oblongues et trois plus courtes aux anthères arrondies, à l'ovule sessile triloculaire.
Le fruit est une capsule tricolulaire, chaque locule portant deux à quatre graines.

## Distribution
Toutes les espèces sont originaires d'Amérique tropicale, du nord de l'Amérique du Sud au Mexique, y compris les Caraïbes.
L'usage ornemental de quelques espèces a largement répandu le genre à l'ensemble des pays à climat tempéré ou tempéré chaud.

## Liste d'espèces
La liste des espèces est issue des index IPNI (The International Plant Names Index), du jardin botanique du Missouri (Tropicos) et The Plant List à la date d'octobre 2012, avec une recherche bibliographique sur la bibliothèque numérique Biodiversity Heritage Library. Les espèces conservées dans le genre sont mises en caractères gras :
- Tinantia anomala (Torr.) C.B.Clarke (1881) - synonymes : Commelina anomala (Torr.) Woodson, Commelinantia anomala (Torr.) Tharp, Tradescantia anomala Torr.
- Tinantia caribaea Urb. (1902)
- Tinantia erecta (Jacq.) Fenzl (1851) - synonymes : Commelina rosea Schltdl., Ephemerum racemosum Moench, Pogomesia erecta (Jacq.) Standl., Pogomesia undata (Humb. & Bonpl. ex Willd.) Raf., Tinantia fugax Scheidw., Tinantia fugax var. erecta (Jacq.) Drumm. ex C.B. Clarke, Tinantia latifolia (Ruiz & Pav.) Schltdl., Tinantia modesta Brandegee, Tinantia undata (Humb. & Bonpl. ex Willd.) Schltdl., Tradescantia bifida Roth, Tradescantia commelina Neuenh., Tradescantia erecta Jacq., Tradescantia erecta Cav., Tradescantia latifolia Ruiz & Pav., Tradescantia malabarica Herb. ex Schult. & Schult.f., Tradescantia recta Raeusch., Tradescantia undata Humb. & Bonpl. ex Willd., Tradescantia undulata Vahl
  - Tinantia erecta f. puberula Standl. & Steyerm. (1944)
- Tinantia fugax Scheidw. (1839) : voir Tinantia erecta (Jacq.) Fenzl
  - Tinantia fugax var. erecta (Jacq.) Drumm. ex C.B. Clarke (1881) : voir Tinantia erecta (Jacq.) Fenzl
  - Tinantia fugax var. verticillata C.B.Clarke (1881) : voir Tinantia glabra (Standl. & Steyerm.) Rohweder
- Tinantia glabra (Standl. & Steyerm.) Rohweder (1956) - synonymes : Tinantia fugax var. verticillata C.B.Clarke, Tinantia leiocalyx f. glabra Standl. & Steyerm.
- Tinantia gypsophiloides (M.Martens & Galeotti) M.Martens & Galeotti (1844) - espèce du genre homonyme de la famille des Nyctaginacées : voir Cyphomeris gypsophiloides (M.Martens & Galeotti) Standl.
- Tinantia lancifolia Matuda (1966) : voir Tinantia violacea Rohweder
- Tinantia latifolia (Ruiz & Pav.) Schltdl. (1852) : voir Tinantia erecta (Jacq.) Fenzl
- Tinantia leiocalyx C.B.Clarke ex J.D.Sm. (1893) - synonyme : Pogomesia leiocalyx (C.B.Clarke ex J.D.Sm.) Standl.
  - Tinantia leiocalyx f. glabra Standl. & Steyerm. (1944) : voir Tinantia glabra (Standl. & Steyerm.) Rohweder
- Tinantia lineolata (Blume) Hassk. (1848) : voir Murdannia japonica (Thunb.) Faden
- Tinantia longipedunculata Standl. & Steyerm. (1944)
- Tinantia macrophylla S.Watson (1886)
- Tinantia modesta Brandegee (1891) : voir Tinantia erecta (Jacq.) Fenzl
- Tinantia parviflora Rohweder (1953)
- Tinantia pringlei (S.Watson) Rohweder (1962) - synonymes : Commelinantia pringlei (S.Watson) Tharp, Tradescantia pringlei S.Watson
- Tinantia sprucei C.B.Clarke (1881)
- Tinantia standleyi Steyerm. (1944)
- Tinantia umbellata (Vahl) Urb. (1926) - synonyme : Tradescantia umbellata Vahl
- Tinantia undata (Humb. & Bonpl. ex Willd.) Schltdl. (1852) : voir Tinantia erecta (Jacq.) Fenzl
- Tinantia violacea Rohweder (1956) - synonyme : Tinantia lancifolia Matuda

## Historique et position taxinomique
En 1829, Barthélemy Charles Joseph Du Mortier nomme un genre Tinantia dans la famille des Iridacées (la tribu à laquelle il rattache le genre est nommée par lui Moraceae en référence au genre Moraea) : il s'agit d'un nom nu, sans aucune description ni exemplaire ou espèce rattaché, qui a été déclaré invalide. Il constitue néanmoins un homonyme, bien qu'antérieur.
En 1836, Constantine Samuel Rafinesque décrit le genre Pogomesia sur la base de Tradescantia undata (i.e. Tinantia erecta (Jacq.) Fenzl). Le nom de genre n'a pas été accepté : il est donc synonyme de Tinantia.
En 1839, Michael Joseph François Scheidweiler décrit une nouvelle fois le genre avec comme espèce type Tinantia fugax, aussi synonyme de Tinantia erecta. Il dédie le genre, comme Barthélemy Charles Joseph Du Mortier, à François-Auguste Tinant, botaniste luxembourgeois.
Un autre genre homonyme de la famille des Nyctaginacées a été décrit en 1844 par Martin Martens et Henri Guillaume Galeotti.
Les études phylogénétiques récentes placent ce genre dans la sous-tribu des Thyrsantheminae de la tribu des Trandescantieae (avec une révision de cette sous-tribu) : les genres les plus proches sont Thyrsanthemum et Weldenia (textes en référence).